# Dieumerci Mbokani
Dieumerci Mbokani Bezua (ur. 22 listopada 1985 w Kinszasie) – kongijski piłkarz, występujący na pozycji napastnika w belgijskim klubie Waasland-Beveren oraz w reprezentacji Demokratycznej Republiki Konga, której jest kapitanem.

## Kariera klubowa
Dieumerci Mbokani zawodową karierę rozpoczął w 2005 w klubie TP Mazembe. Następnie przeprowadził się do Belgii, gdzie w trakcie sezonu 2006/2007 zasilił RSC Anderlecht na zasadzie wypożyczenia. W 9 meczach Eerste Klasse kongijski napastnik strzelił 4 gole i razem z zespołem zdobył wicemistrzostwo kraju.
Po zakończeniu ligowych rozgrywek Mbokani podpisał pięcioletni kontrakt ze Standardem Liège, który zapłacił za niego milion euro. W nowej drużynie razem z Serbem Milanem Jovanovicem stworzył najskuteczniejszy duet napastników w Jupiler League – Mbokani zdobył 15 bramek, Jovanović zaliczył o 1 trafienie więcej. Standard Liège dzięki zwycięstwu 2:0 z Anderlechtem po dwóch golach Kongijczyka wywalczył 9. w historii klubu tytuł mistrza Belgii. Mbokaniemu do tytułu króla strzelców ligi zabrakło 1 bramki.
Sezon 2008/2009 Mbokani także rozpoczął udanie – zadebiutował w Lidze Mistrzów oraz już od początku ligowych rozgrywek stał się ich najlepszym strzelcem. Ostatecznie z 16 golami na koncie zajął 2. miejsce w klasyfikacji najlepszych strzelców wspólnie z Tomem De Sutterem. Najlepszy strzelec ligi – Jaime Alfonso Ruiz zanotował 16 trafień. Razem ze Standardem Mbokani ponownie zdobył mistrzostwo Belgii.
Latem 2010 Mbokani przeszedł za 7 milionów euro do AS Monaco podpisując 4-letni kontrakt. W 2011 roku został wypożyczony do Wolfsburga. W 2011 wrócił do Anderlechtu.
21 czerwca 2013 podpisał kontrakt z Dynamem Kijów. 31 sierpnia 2015 został wypożyczony do Norwich City F.C. 31 sierpnia 2016 został wypożyczony do Hull City. Latem 2017 wrócił do Dynama. W maju 2018 po wygaśnięciu kontraktu opuścił kijowski klub. 25 sierpnia 2018 został piłkarzem Royal Antwerp.

## Kariera reprezentacyjna
W reprezentacji Demokratycznej Republiki Konga Mbokani zadebiutował w 2006, jednak nie załapał się do 23-osobowej kadry drużyny narodowej na Puchar Narodów Afryki 2006.

## Sukcesy
Klubowe
- Mistrzostwo Belgii (3 razy): 2007 z Anderlechtem, 2008, 2009 ze Standardem Liège

Indywidualne
- Najskuteczniejszy strzelec Kwalifikacji do Pucharu Narodów Afryki 2013: 5 goli